# Società Sportiva Tivoli Calcio 2002-2003
Questa pagina raccoglie le informazioni riguardanti la Società Sportiva Tivoli Calcio nelle competizioni ufficiali della stagione 2002-2003.

## Rosa
| N. |                   | Ruolo | Calciatore           |
| -- | ----------------- | ----- | -------------------- |
|    | Italia (bandiera) | C     | Enrico Balsamo       |
|    | Italia (bandiera) | D     | Emiliano Bernardini  |
|    | Italia (bandiera) | C     | Luigi Condò          |
|    | Italia (bandiera) | C     | Manuel Coppola       |
|    | Italia (bandiera) | A     | Claudio Coralli      |
|    | Italia (bandiera) | P     | Raffaele Coscia      |
|    | Italia (bandiera) | C     | Nicola De Santis     |
|    | Italia (bandiera) | D     | Marco Desideri       |
|    | Italia (bandiera) | C     | Pierluigi Di Già     |
|    | Italia (bandiera) | A     | Oscar Di Matteo      |
|    | Italia (bandiera) | D     | Bernardino Di Muro   |
|    | Italia (bandiera) | C     | Antonino Di Vincenzo |
|    | Italia (bandiera) | A     | Claudio Doria        |
|    | Italia (bandiera) | C     | Alessandro Ettori    |
|    | Italia (bandiera) | C     | Sandro Federico      |
|    | Italia (bandiera) | D     | Giorgio Galluzzo     |
|    | Italia (bandiera) | A     | Guido Gatti          |
|    | Italia (bandiera) | D     | Elia Giansante       |
|    | Italia (bandiera) | P     | Federico Groppioni   |
|    | Italia (bandiera) | A     | Dario Ludovisi       |
|    | Italia (bandiera) | C     | Matteo Martini       |

| N. |                         | Ruolo | Calciatore              |
| -- | ----------------------- | ----- | ----------------------- |
|    | Italia (bandiera)       | A     | Frederic Massara        |
|    | Italia (bandiera)       | D     | Stefano Mastroianni     |
|    | Italia (bandiera)       | D     | Vincenzo Matrone        |
|    | Italia (bandiera)       | C     | Luca Migliorelli        |
|    | Italia (bandiera)       | A     | Marco Neroni            |
|    | Italia (bandiera)       | C     | Diego Palermo           |
|    | Italia (bandiera)       | C     | Santo Parise            |
|    | Italia (bandiera)       | A     | Emanuele Pesoli         |
|    | Italia (bandiera)       | P     | Antonino Piazza         |
|    | Italia (bandiera)       | C     | Federico Ranieri        |
|    | Italia (bandiera)       | A     | Luca Rusani             |
|    | Italia (bandiera)       | A     | Marco Sansovini         |
|    | Italia (bandiera)       | A     | Massimiliano Scichilone |
|    | Italia (bandiera)       | A     | Pietro Somma            |
|    | Italia (bandiera)       | D     | Fabrizio Stringardi     |
|    | Italia (bandiera)       | C     | Angelo Mario Teta       |
|    | Francia (bandiera)      | D     | Yohan Toursel           |
|    | Italia (bandiera)       | C     | Michele Virgilio        |
|    | Italia (bandiera)       | P     | Stefano Visi            |
|    | Italia (bandiera)       | C     | Manolo Volante          |
|    | RD del Congo (bandiera) | A     | Michel Wangu            |